# شاه‌پسند درختچه‌ای (سرده)
شاه‌پسند درختچه‌ای تیره‌ای از گیاهان گلدار همیشه‌سبز، از راسته نعناسانان (Lamiales) و تیره شاه‌پسندیان (Verbenaceae) است که دارای ۱۵۰ گونه می‌باشد.
ساقه‌های آن خاردار و برگهایش تخمه مرغی و موج دار است.
میوه‌های آن سمی هستند. میوه‌ها و گل‌های آن حشرات و پرندگان را به خود جذب می‌کند. گل‌های آن قرمز-نارنجی و دورنگ هستند.
در افسانه‌ها آمده که گل شاه پسند برای خون‌آشام‌ها سمی و کشنده است.

## گونه‌ها
دارای ۱۵۰ گونه‌است از جمله:
- شاه‌پسند درختچه‌ای (Lantana camara)
- شاه‌پسند زمین‌کِش (Lantana montevidensis)
- شاه‌پسند ریزچین (Lantana rugulosa)
- شاه‌پسند زیرفون‌برگ (Lantana tiliifolia)
- شاه‌پسند سه‌برگچه (Lantana trifolia)

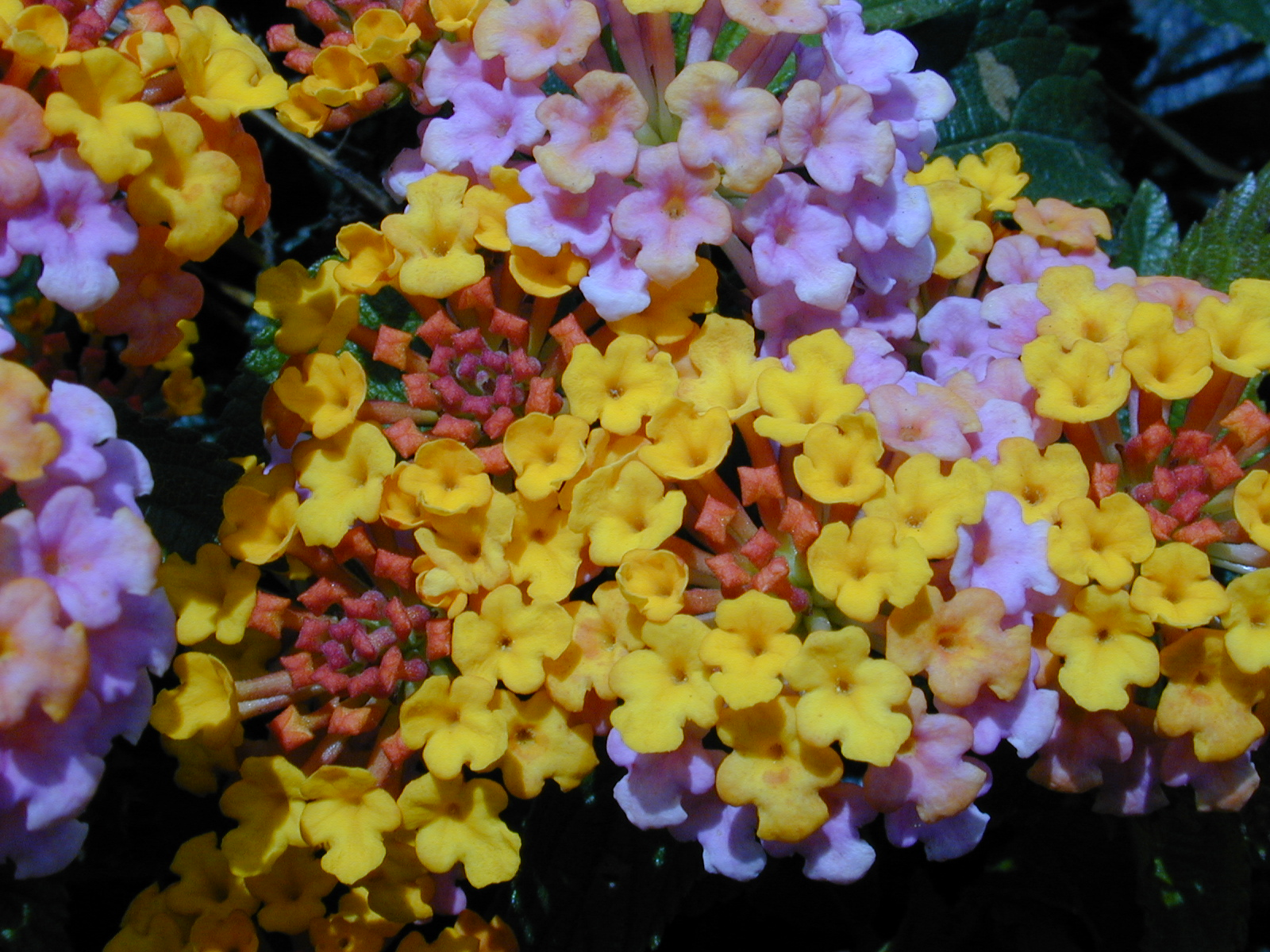
گل‌آذین‌های دورنگ
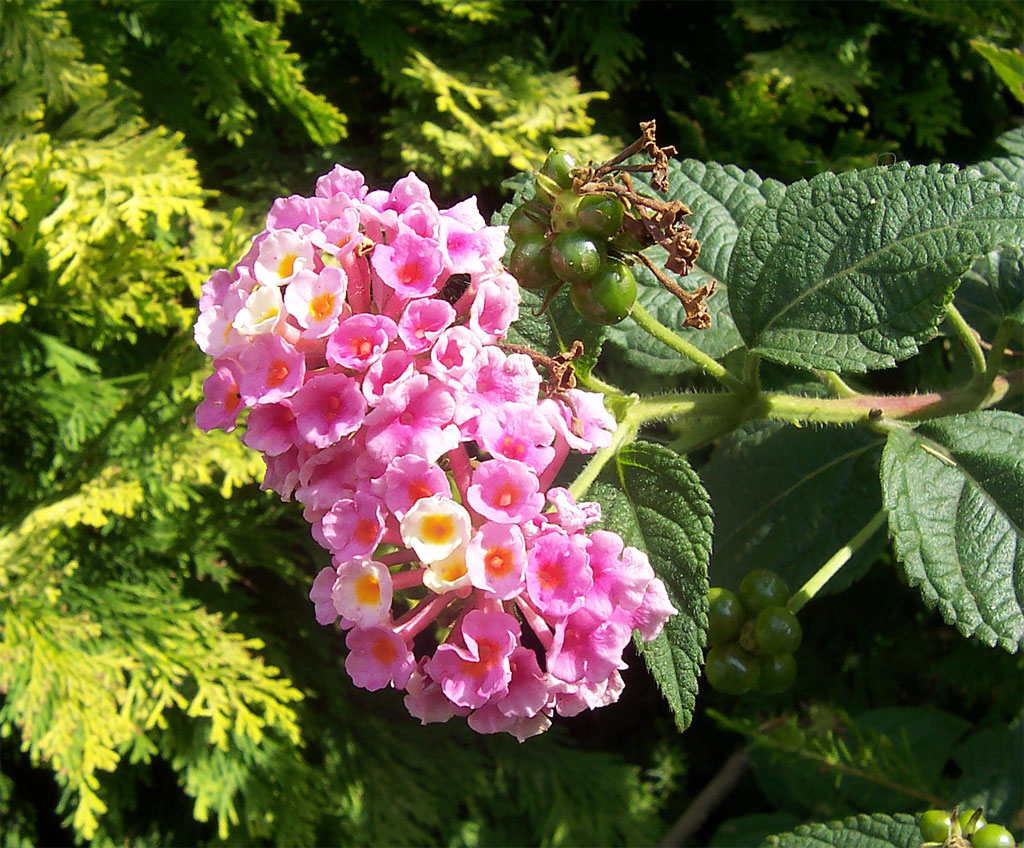
با گل‌آذین قرمز
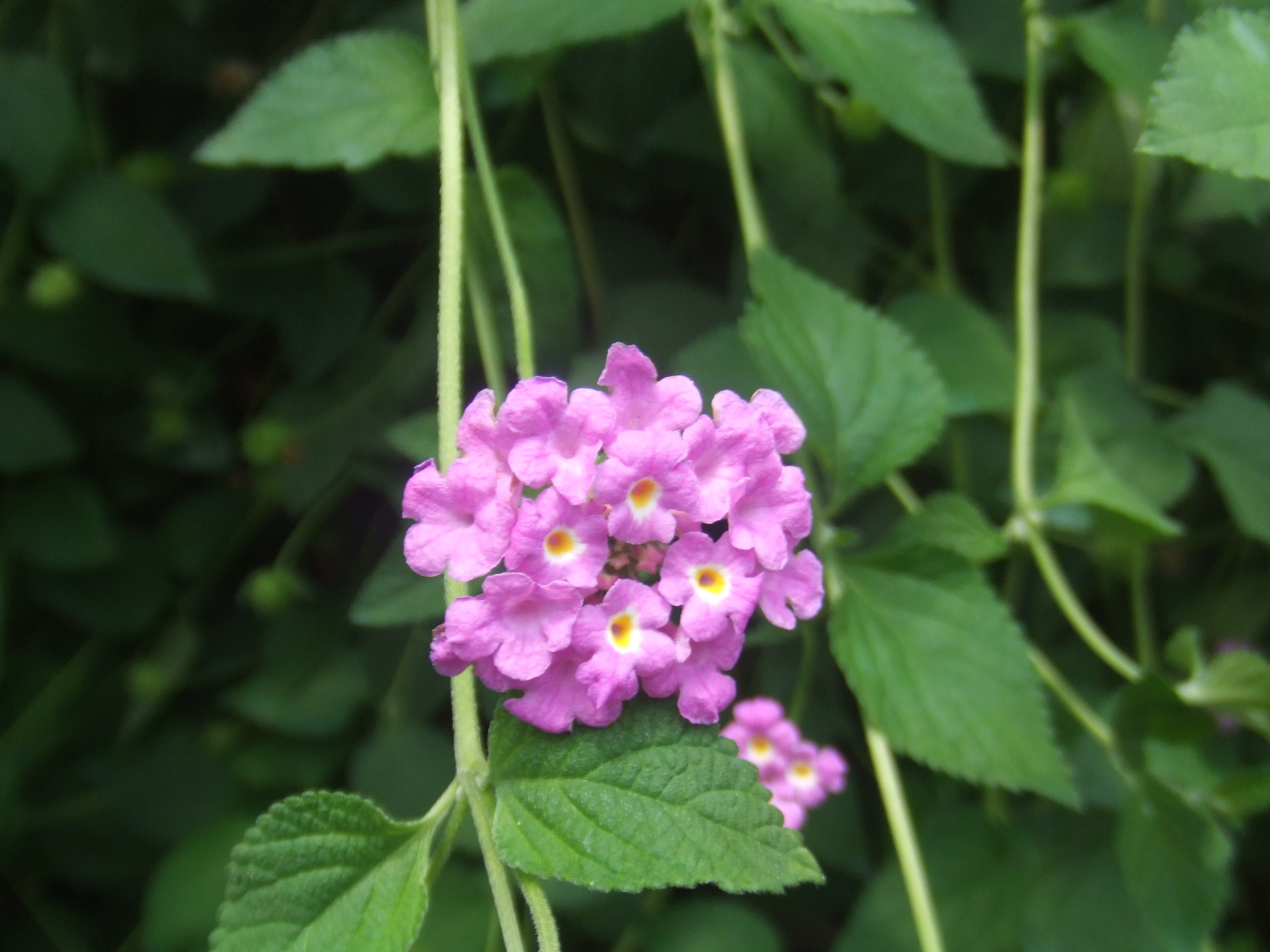
شاه‌پسند زمین‌کِش